# 유기 합성
유기 합성(有機合成, 영어: organic synthesis)은 화학 합성의 한 종류이며, 유기 화합물의 의도적인 구성과 관련이 있다. 유기 화합물은 종종 무기 화합물보다 더 복잡하며, 유기 화합물의 합성은 유기화학의 가장 중요한 분야 중 하나로 발전했다. 유기 합성의 일반적인 분야에는 전합성, 반합성, 방법론 등 몇 가지 주요 연구 분야들이 있다.

## 같이 보기
- 전합성
- 반합성
- 전기합성